# Eriochloa setosa
Eriochloa setosa är en gräsart som först beskrevs av Achille Richard, och fick sitt nu gällande namn av Charles Leo Hitchcock. Eriochloa setosa ingår i släktet Eriochloa och familjen gräs.
Artens utbredningsområde är Kuba. Inga underarter finns listade i Catalogue of Life.